# Ramiro Huerta
Ramiro Huerta es un actor mexicano de cine y televisión. Ha participado en títulos como Cuando seas mía (2001)  La loba (2010), Cielo rojo (2011) y La otra cara del alma (2012)  

## Filmografía

### Televisión
| Año       | Telenovela                | Personaje                                                    |
| --------- | ------------------------- | ------------------------------------------------------------ |
| 2021      | Un día para vivir         | Teófilo                                                      |
| 2017-2018 | La hija pródiga           | Emilio Romero Grijalba / Víctor Lancaster / Gilberto Montejo |
| 2016      | Un día cualquiera         | Emmanuel                                                     |
| 2015      | Tanto amor                | Miguel Santana                                               |
| 2012      | La otra cara del alma     | Margarito Maldonado, el Gallo                                |
| 2011      | Cielo rojo                | Víctor Encinas / David Mansetti                              |
| 2010      | La loba                   | Fabián Pérez                                                 |
| 2009      | Vuélveme a querer         | Roldán                                                       |
| 2005-2006 | Amor en custodia          | Ernesto Santos, «Tango»                                      |
| 2003      | La hija del jardinero     | Pedro Pérez                                                  |
| 2003      | Un nuevo amor             | Tirso                                                        |
| 2001-2002 | Cuando seas mía           | Aurelio                                                      |
| 1999      | Yacaranday                | Jimmy                                                        |
| 1997      | La chacala                | Martín                                                       |
| 1995      | Lazos de amor             | Jerónimo                                                     |
| 1993      | Entre la vida y la muerte | Bor                                                          |
| 1992      | De frente al sol          | Cheo                                                         |

Cine
- Dulces compañías ... Asesino